# 아메리칸 파이 2
《아메리칸 파이 2》(영어: American Pie 2)는 2001년 개봉한 미국의 청춘 섹스 코미디 영화이다. 《아메리칸 파이》(1999)의 속편이다.
후속편 《아메리칸 파이 3: 아메리칸 웨딩》(2003)으로 이어진다.

## 출연
- 제이슨 비그스
- 크리스 클라인
- 토머스 이언 니컬러스
- 숀 윌리엄 스콧
- 에디 케이 토머스
- 앨리슨 해니건
- 너타샤 리온
- 태라 리드
- 미나 서바리
- 섀넌 엘리자베스
- 유진 레비
- 크리스 오언
- 몰리 치크
- 데니즈 페이
- 리사 아투로
- 존 조
- 저스틴 아이스필드
- 일라이 메리엔솔
- 케이시 애플렉
- 조지 와이너
- 조엘 카터
- 조애나 가르시아
- 제니퍼 쿨리지
- 애덤 브로디

## 기타 제작진
- 공동 제작: 제인 바틀메이, 크리스 벤더
- 협력 제작: 스테펀 프랭크
- 배역: 조지프 미들턴
- 미술: 리처드 토이온
- 의상: 알렉산드라 웰커